# Vajda Attila

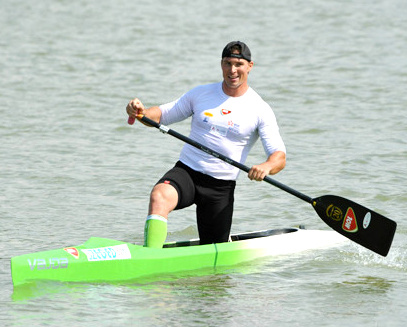
Vajda Attila a 2013-as Kajak-kenu Világkupán (Szeged)

Vajda Attila Sándor (Szeged, 1983. március 17. –) olimpiai bajnok magyar kenus.

## Sportpályafutása
Nevelőedzője Vécsi Viktor egészen 2001-ig, majd 2004-ig  Kása Ferenc volt. 2004-től ismét Vécsi Viktor irányítja az edzéseit, és a közös munka eredménye a 2008-ban Pekingben megszerzett olimpiai aranyérem és a három világbajnoki elsőség 2007, 2011 és 2013-ban.
Klubja az EDF Démász-Szeged Vízisport Egyesület volt.
2000-ben az ifjúsági Európa-bajnokságon volt aranyérmes. A következő évben harmadik volt az ifjúsági  világbajnokságon 1000 méteren. Ötszázon kilencedik lett. 2002-ben az U23-as Eb-n lett második. 2003-ban a maratoni vb-n indult, de feladta versenyt. 2004-ben Athénben az olimpián 1000 méteren bronzérmes volt.
A 2005-ös Eb-n negyedik volt C1 1000 méteren. A vb-n ezer méteren hatodik, ötszázon kilencedik volt. 2006-ban csak a világbajnokságon indult, ahol harmadik volt 1000 méteren. A következő évben az Eb-n 1000 méteren első, 500 méteren nyolcadik volt. A vb-n 1000 méteren lett világbajnok. A 2008-as Eb-n nyolcadik lett a hosszabb kenu számban.
Pekingben, a 2008. évi nyári olimpiai játékokon augusztus 18-án kezdte meg szereplését kenu egyes 1000 m-en. Az első előfutamban az ötös pályán 3 perc 55,319 másodperces eredménnyel első lett, mellyel egyenes ágon kiharcolta a döntőbe jutást. A döntőt 3 perc 50,467 másodperces eredménnyel nyerte meg, ezzel megverve az olimpiai címvédő David Calt. A célba érkezés után Kolonics Györgynek köszönte meg az aranyérmet, és neki ajánlotta azt.
Második számában, a kenu egyes 500 m-es számban, augusztus 19-én kezdte meg a versenyt, ahol az első előfutamban a hetes pályán 1 perc 49,942 másodperces eredménnyel negyedik lett, ezzel továbbjutott az elődöntőbe. Augusztus 21-én a második elődöntőben a hármas pályán 1 perc 51,029 másodperces eredménnyel futamgyőztes lett, így bejutott a döntőbe. A döntőre augusztus 23-án került sor, ahol Vajda a 7-es pályán indult és 1 perc 50,156 másodperces eredménnyel a 9. helyen végzett.
A 2009-es Eb-n 1000 méteren első, váltóban harmadik, 500-on ötödik volt. A vb-n 1000 méteren nyolcadik, ötszázon tizedik, váltóban  harmadik lett. 2010-ben sérülése miatt nem indult az Európa-bajnokságon. A vb-n 1000 méteren szerzett ezüstérmet. A következő évben 1000 méteren az Európa-bajnokságon nyolcadik, a vb-n aranyérmes volt. A maratoni vb-n egyesben hetedik, párosban negyedik lett.
A 2012-es londoni olimpián a C1 1000 méteres versenyen az előfutamából és középfutamából is a második helyet megszerezve jutott a döntőbe. Ott a hármas pályán versenyezve hatodik helyen ért célba 3:50,926 időeredménnyel.
A 2013-as Európa-bajnokságon 1000 méteren negyedik helyen ért célba.
2016. december 20-án bejelentette visszavonulását, valamint, hogy Tajvanban kapott edzői állást.
2020 augusztusában bejelentette, hogy három és féléves kihagyást követően részt vesz az országos bajnokságon, ahol párosban unokatestvérével, Papp Lászlóval állt rajthoz.

## Díjai, elismerései
- Magyar Köztársasági Arany Érdemkereszt (2004)
- Az év magyar kenusa (2004, 2007, 2008, 2009, 2010, 2011, 2012, 2014)
- Junior Prima díj (2007)
- A Magyar Köztársasági Érdemrend tisztikeresztje (2008)
- Az év magyar férfi sportolója (2008) (a sportújságírók szavazata alapján)
- Az év magyar sportolója (2008) (a Nemzeti Sportszövetség díja)
- Az év magyar sportolója, harmadik helyezett (2011)
- Miniszteri elismerő oklevél (2012)
- Az év Csongrád megyei sportolója (Délmagyarország) (2013)[11]